# Національна іранська нафтова компанія
Національна іранська нафтова компанія (англ. National Iranian Oil Company, NIOC)— іранська державна нафтогазова компанія, заснована в 1948. Держава володіє 100 % акцій компанії. Є третьою за розміром нафтогазовою компанією світу після Saudi Aramco (Саудівська Аравія) й Газпрому (Росія).
NIOC та її дочірні підприємства ексклюзивно ведуть розвідку, видобуток, транспортування, переробку й експорт нафти й природного газу в Ірані. Поточні можливості видобутку NIOC оцінюються в понад 4 мільйони барелів нафти й понад 500 мільйонів кубометрів газу на добу.

## Історія
У 1901 Мозаффар ед-Дін-шах надав британському підприємцю Вільяму д'Арсі концесію на пошук нафти, природного газу, асфальту й бітуму по всій країні, виключаючи п'ять північних областей і провінцій, що межували з Росією. Перше нафтове родовище в Ірані (та на всьому Близькому Сході) було відкрито у травні 1908 року, коли британці вже збирались припинити роботи в країні
У квітні 1909 засновано Англо-перську нафтову компанію (АПНК).
Влітку 1914 за наполяганням Вінстона Черчилля, який на той час був першим лордом Адміралтейства. Уряд Великої Британії став основним акціонером АПНК. 1923 року компанія придбала ексклюзивні права на розробку нафти в Ірані.
27 листопада 1932 міністерство фінансів Ірану денонсувало концесію.
У квітні 1933 в результаті тиску Реза Шах Пахлаві розпорядився підписати нову концесійну угоду до 31 грудня 1993, в результаті якої АПНК зміцнила своє монопольне право на розробку нафтових родовищ на південному заході Ірану.
У 1935 АПНК перейменована на Англо-іранську нафтову компанію (АІНК).
У 1950 акціонерами АІНК були: уряд Великої Британії (56 %), «Burma Oil Company» (22 %), приватні інвестори (22 %).
Навесні 1951 після масових демонстрацій і страйків іранців на користь націоналізації нафтової промисловості країни й ліквідації концесії АІНК парламент Ірану ухвалив закони про націоналізацію нафтової промисловості країни шляхом передачі всіх активів АІНК на користь NIOC, яку було засновано в 1948. АІНК відкликала весь свій менеджмент та інженерно-технічний персонал, а також ініціювала серед компаній-учасниць нафтового картелю (Exxon, Gulf Oil, Texaco, Mobil, Chevron, Royal Dutch Shell — так звані «Сім сестер») загальне ембарго на імпорт іранської нафти. Уряд Великої Британії, що був основним акціонером АІНК, здійснив спробу оскаржити націоналізацію в міжнародному суді в Гаазі і спільно з Вашингтоном організував економічну блокаду Ірану.
У серпні 1953 на тлі економічної кризи та послаблення внутрішньополітичних позицій уряду Мосаддика спецслужби Британії та США організували державний переворот в Ірані, насильницьке усунення прем'єр-міністра Мосаддика від влади (так звана «Операція Аякс») й повернення до країни шаха Мохаммеда Рези Пахлаві.
9 квітня 1954 в Лондоні підписано меморандум про взаєморозуміння щодо утворення міжнародного консорціуму «Iranian Oil Participants Ltd.» («IOP») для розробки родовищ іранської нафти. Відповідно до меморандуму долі в консорціумі були розподілені таким чином: 40 % в консорціумі отримала АІНК, 40 % — п'ятірка американських нафтових компаній (Gulf Oil, Socal, Esso, Socony, Texaco), 14 % — англо-ныдерландська Shell, 6 % — французька компанія Compagnie Francaise de Petroles. Від того моменту за NIOC залишалось керівництво родовищем «Naft-e šāh» і НПЗ «Kermānšāh», а також розподільна мережа всередині країни.
1 листопада 1954 АІНК перейменована на «British Petroleum Company».
«IOP» продовжував діяльність до Ісламської революції 1979. Новий режим аятоли Хомейні конфіскував усю власність консорціуму в Ірані. Після запровадження американських санкцій Іран офіційно відмовився від експорту нафти до США. Однак неофіційно торгівля тривала за посередництва швейцарського нафтотрейдера Marc Rich + Co.

## Родовища

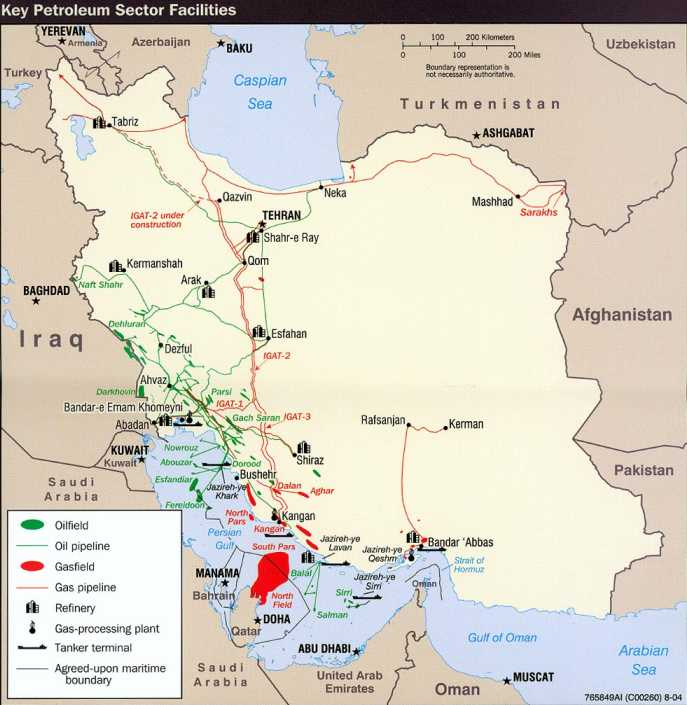
Схема нафтогазової промисловості Ірану на 2004 рік, ЦРУ

Станом на 2008 до сфери діяльності NIOC входили такі родовища:
- Фердоус
- Азадеган
- Південний Парс
- Даште-Абадан
- Ахваз
- Марун
- Ядаваран
- Лулу-Есфандіар
- Агаджарі
- Догонбедан
- Бібе-Хекіме
- Кушк
- Кіш
- Гольшан
- Пазанун
- Північний Парс
- Табнак
- Хангіран
- Кенган